# Tephrosia brandegei
Tephrosia brandegei là một loài thực vật có hoa trong họ Đậu. Loài này được (Standl.) L.Riley miêu tả khoa học đầu tiên.